# 6304 Josephus Flavius
6304 Josephus Flavius (1989 GT3) là một tiểu hành tinh vành đai chính được phát hiện ngày 2 tháng 4 năm 1989 bởi E. W. Elst ở La Silla.